# Pedro de Villagómez Vivanco
Pedro de Villagómez Vivanco (8 de outubro de 1589 - 12 de maio de 1671) foi um prelado católico romano que serviu como arcebispo de Lima (1640–1671) e bispo de Arequipa (1632–1640).
Foi selecionado bispo de Arequipa em 6 de janeiro de 1632 e confirmado em 2 de agosto. Recebeu a ordenação episcopal em 25 de setembro de 1633, em Lima, através do Arcebispo de Lima, Hernando de Arias y Ugarte. Os principais co-consagradores foram os bispos Feliciano de la Vega Padilla, de La Paz, e Melchor Maldonado y Saavedra, OSA, de Córdoba.
Em 16 de julho de 1640 foi nomeado para a Arquidiocese de Lima, sendo instalado em 22 de maio de 1641, onde permaneceu até sua morte.

## Sucessão episcopal
Enquanto bispo, foi o consagrador principal de:
- José Valle de la Cerda (1638);
- Bartolomé de Benavente y Benavides (1640);
- Cristóbal de la Mancha y Velazco (1645);
- Pedro de Ortega y Sotomayor (1646);
- Juan de Arguinao y Gutiérrez (1647);
- Andrés García de Zurita (1649);
- Francisco de Godoy (1652);
- Dionisio de Cimbrón (1654);
- Martín Velasco y Molina (1655);
- Vasco Jacinto de Contreras y Valverde (1658);
- Cipriano Medina (1661);
- Diego de Humansoro Carantía (1662);
- Juan de la Calle y Heredia (1662);
- Sancho Pardo Cárdenas y Figueroa (1665);
- Martín de Montalvo Calderon de la Barca (1668);
- Cristóbal de Castilla y Zamora (1669);
- Francisco de Loyola y Vergara (1671).